# Sachgebiet
Sachgebiet (en español: Área Administrativa) fue un término utilizado por el Partido Nazi para describir las oficinas administrativas de bajo nivel de la Alemania nazi. El término apareció por primera vez en 1939 y se aplicó a las diversas oficinas administrativas establecidas bajo la autoridad del liderazgo político del Partido Nazi.
El líder de un Sachgebiet era conocido como Leiter eines Sachgebietes y tenía tanto un rango de liderazgo político como derechos para usar un brazalete político especial.
El término Sachgebiet era común en todos los niveles del Partido Nazi (Local, Condal, Regional y Nacional). En algunas regiones del Partido Nazi, también existiría una oficina más pequeña conocida como Hilfssachgebiet (Área Auxiliar).